# HML-02
HML-02(Hyundae Maglev-02)는 국가가 아닌 기업 차원에서 자기부상열차 연구를 위해 개발한 차량이다. HML-01 모형 무인 자기부상열차 제작이후 약 1년 6개월의 연구개발을 지속한 끝에 수동운전 방식의 HML-02를 성공적으로 개발하고 최초로 시승식을 통하여 일반에 공개하였다. 현대정공 내의 20m 길이 폭 1.2m의 시험궤도에서 시험운행했으며, 부상 방식은 저속주행에 적합한 상전도 흡인식이다. 궤도에서 6mm 정도 부상한다. 현재는 국립중앙과학관 야외전시관에 위치하고 있으며 창문은 가려져 있어 내부를 볼 수 없다.

## 현황
- 1편성만이 제작되었으며, 국립중앙과학관에서 전시되고 있다.

## 참고
1. ↑  https://www.doopedia.co.kr/photobox/comm/community.do?_method=view&WT.ac=community&GAL_IDX=131223000896954
2. ↑  “보관된 사본”. 2016년 3월 5일에 원본 문서에서 보존된 문서. 2016년 3월 10일에 확인함.
3. ↑  http://www.ohmynews.com/nws_web/view/at_pg.aspx?CNTN_CD=A0001377231